# Pałac w Płotyczy (rejon kozowski)
Pałac w Płotyczy – pałac wybudowany po 1850 r. przez rodzinę Cywińskich w Płotyczy.

## Opis
Piętrowy pałac położony na wysokim pagórku obok grobli, otoczony był sporym ogrodem sięgającym stawu. Obiekt zniszczony podczas I wojny światowej w latach 1914–1918.